# Walter S. Gurnee

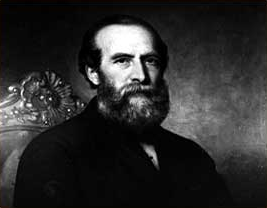
Walter S. Gurnee

Walter Smith Gurnee (* 9. März 1813 in  Haverstraw, Rockland County, New York; † 18. April 1903 in Manhattan, New York City) war ein US-amerikanischer Politiker. Zwischen 1851 und 1853 war er Bürgermeister der Stadt Chicago.

## Werdegang
Über die Jugend und Schulausbildung von Walter Gurnee ist nichts überliefert. Vor seiner Zeit in Chicago lebte er in Michigan. Zwischen 1836 und 1863 war er Bürger der Stadt Chicago. Dort gründete er eine Firma im Gerberhandwerk, die um das Jahr 1844 zwischen 30 und 50 Arbeiter beschäftigte und eine der größten Firmen dieser Branche im Mittleren Westen war. Er war zudem Partner einer Sattlerei, die auch Lederwaren herstellte und verkaufte. Außerdem stieg er in das Eisenbahngeschäft ein und wurde Präsident der Chicago and Milwaukee Railroad. Während seiner Zeit in Chicago gelang es Gurnee, durch seine geschäftlichen Aktivitäten ein Vermögen aufzubauen.
Politisch war Gurnee Mitglied der Demokratischen Partei. Im Jahr 1851 wurde er zum Bürgermeister der Stadt Chicago gewählt. Dieses Amt bekleidete er nach einer Wiederwahl zwischen 1851 und 1853. Im Jahr 1860 strebte er erfolglos eine weitere Wahl in dieses Amt an. Im Jahr 1863 zog er nach New York, wo er am 18. April 1903 im Alter von 90 Jahren verstarb. Die Stadt Gurnee wurde nach ihm benannt.